# Aéroport de Calvi-Sainte-Catherine
Pour les articles homonymes, voir CLY.
L'aéroport de Calvi-Sainte Catherine (code IATA : CLY • code OACI : LFKC) est un aéroport international situé à environ 8 km au sud-est de Calvi en Corse avec une emprise de la partie sud du terrain sur la commune de Calenzana. Il s’étend sur une superficie de 68 ha. L’aérogare a une surface de 4 600 m2 pour une capacité de traitement annuelle de 500 000 passagers. Il est géré par la Chambre de commerce et d'industrie de Bastia et de la Haute-Corse. En 2013, l'aéroport a enregistré le passage de 302 672 passagers.

## Présentation
Calvi-Sainte-Catherine est un aéroport international. À ce titre, il est doté des services de la Police de l'air et des frontières et de ceux de la Douane.

## Équipement
L'aéroport est ouvert tous les jours de 7 h jusqu'au coucher du soleil plus 30 minutes, il n'est pas ouvert au trafic de nuit et équipé d'une piste quasiment orientée nord-sud (18/36) avec une déclivité de 2 % à partir du seuil de piste 36.
Piste 18

Longueur : 2 310 m

Largeur : 40 m

Orientation magnétique : 178°

Aide à l'atterrissage : LOC/DME et PAPI à 3,0°
Piste 36

Longueur : 2 310 m

Longueur utilisable à l'atterrissage (SDE) : 2 110 m

Largeur : 40 m

Orientation magnétique : 358°

Aide à l’atterrissage : PAPI à 3,3°

## Condition particulière d'utilisation de la plate-forme
Compte tenu du relief entourant l'aéroport de Calvi, Capu Miglione (482 m), Capu di a Conca (725 m) et le Capu Vespaiu (484 m) à l'ouest et au sud par la crête de la Finocchiaghia (577 m) et le mont Calzolu (491 m), l'utilisation de la plate-forme de la part des exploitants de transport aérien est soumise à des exigences particulières
- l'établissement de consignes précises d'évolution des installations
- Obligation pour les commandants de bord de reconnaitre le site ou de s'entrainer sur un simulateur de vol pour toutes les procédures

### Décollage
Piste 18
- Condition météorologique : le plafond doit être supérieur à 1 500 ft (environ 450 m) et visibilité horizontale supérieure à 8 000 m ;
- Accord préalable nécessaire pour tout avion multimoteurs d'un poids supérieur à 5 700 kg ou disposant de plus de 10 sièges.

Piste 36
- À retenir jusqu'à la limite de vent arrière de l'avion.

### Atterrissage
Interdiction d'entreprendre une approche avec un moteur en panne, sauf décision du commandant de bord.

Piste 18
- Dues à l'environnement et au relief, des turbulences en finale de la piste sont possibles ;
- Une hauteur de décision sera établie au-delà de laquelle l'atterrissage sera obligatoire.

Piste 36
- Condition météorologique : plafond 2 500 ft (environ 760 m), visibilité horizontale 8 000 m

Durant les périodes de fort vent ou si la limitation de vent arrière est atteinte, les vols commerciaux sont déroutés sur l'aéroport de Bastia Poretta (code IATA : BIA • code OACI : LFKB) ou à défaut l'aéroport d'Ajaccio-Napoléon-Bonaparte (code IATA : AJA • code OACI : LFKJ). Les passagers sont alors réacheminés par des bus affrétés par la compagnie.

Atterrissage sur l'aéroport de Calvi Sainte-Catherine
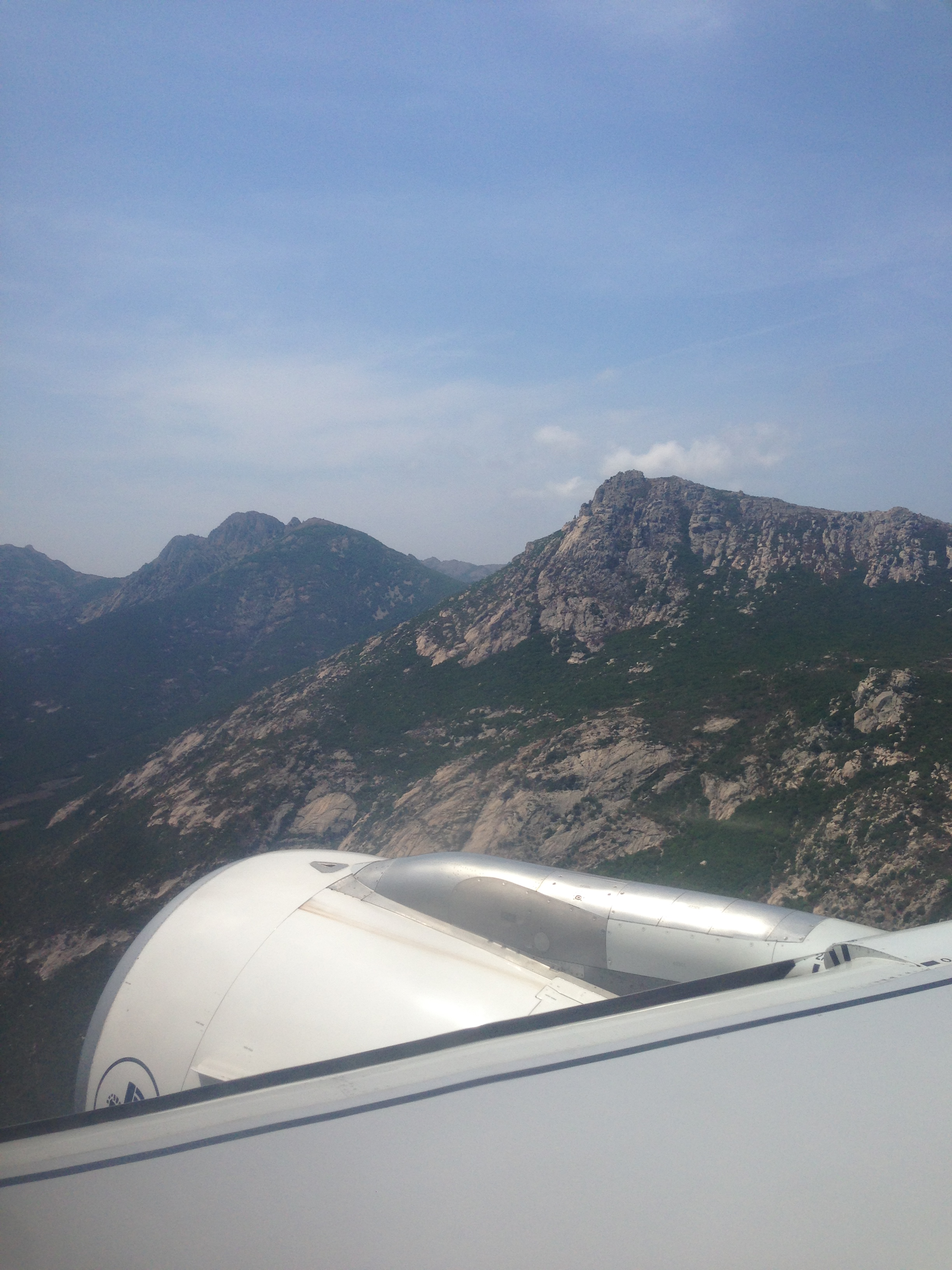
Vent arrière pour un atterrissage en piste 36 sur l'aéroport de Calvi-Sainte-Catherine.
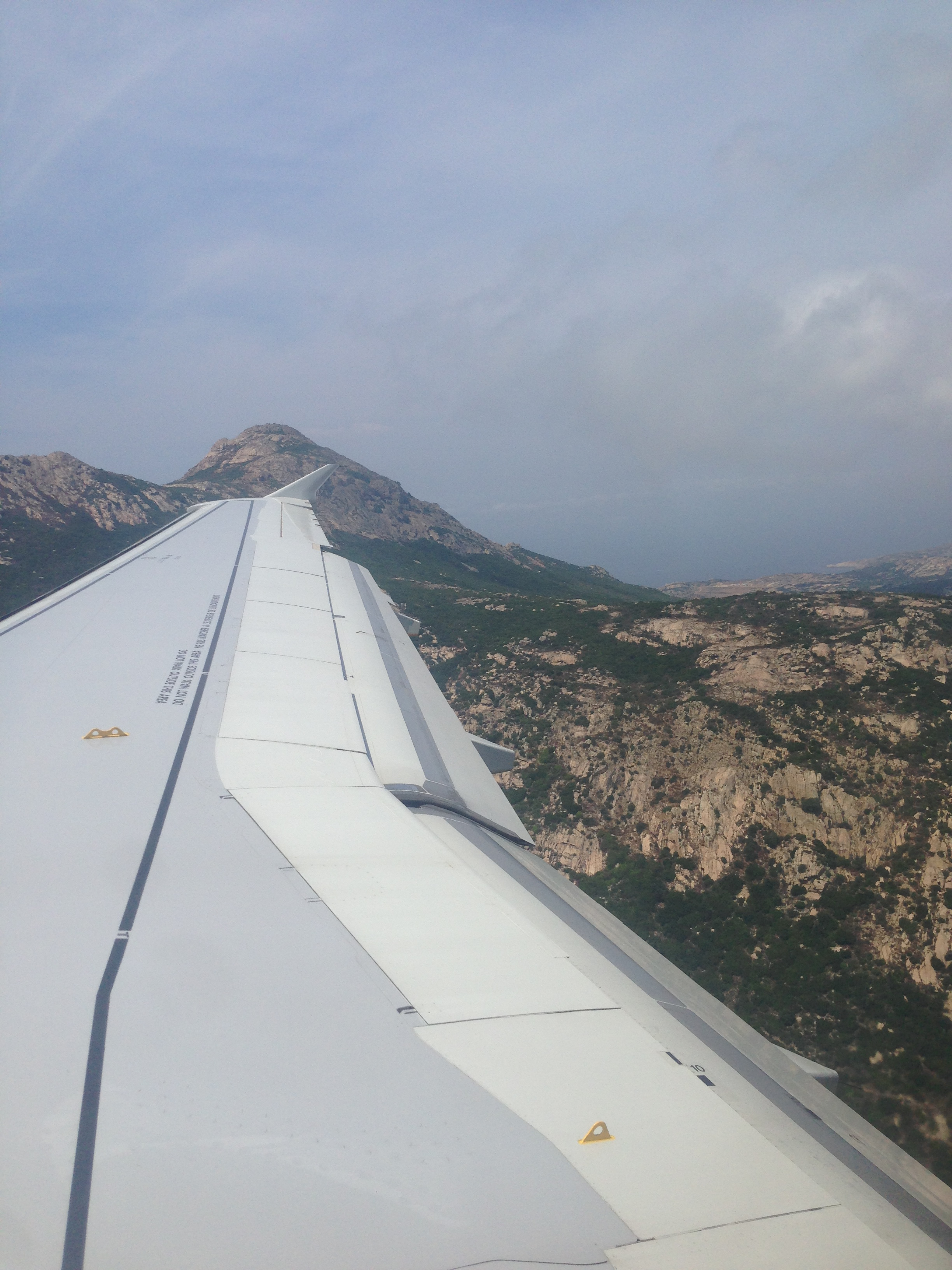
Préparation pour un atterrissage en piste 36 sur l'aéroport de Calvi-Sainte-Catherine avec le Capu di a Veta dans le prolongement de l'aile.

## Localisation
| \| 10 km1:520 000 \| Corte Ghisonaccia Ajaccio Bastia Calvi Figari Solenzara Propriano |
| 10 km1:520 000                                                                         |

## Compagnies et destinations
| Compagnies          | Destinations |
| ------------------- | --- |
| Air Corsica         | - Marseille-Provence, - Nice-Côte d'Azur, - Paris-Orly, En saison : - Charleroi Bruxelles-Sud, - Lyon-Saint-Exupéry, - Toulouse-Blagnac |
| Air France          | - Paris-Orly, En saison : - Bordeaux-Mérignac, - Lyon-Saint-Exupéry, - Paris-Charles de Gaulle                                          |
| Air Mountain        | En saison : - Sion |
| EasyJet             | En saison : - Paris-Charles de Gaulle, - Lyon-Saint-Exupéry                                                                             |
| EasyJet Switzerland | En saison : - Bâle-Mulhouse, - Genève-Cointrin                                                                                          |
| Edelweiss           | En saison : - Zurich |
| Luxair              | En saison : - Luxembourg-Findel |
| Volotea             | En saison : - Bordeaux-Mérignac, - Lille Lesquin, - Nantes-Atlantique, - Strasbourg                                                     |

Édité le 27/02/2020. Actualisé le 22/02/2025

## Trafic
Le graphique qui aurait dû être présenté ici ne peut pas être affiché car il utilise l'ancienne extension Graph, désactivée pour des questions de sécurité. Des indications pour créer un nouveau graphique avec la nouvelle extension Chart sont disponibles ici.

Voir la requête brute et les sources sur Wikidata.
| Année | Nombre de passagers | Variation  | Mouvements Commerciaux | Variation  |
| ----- | ------------------- | ---------- | ---------------------- | ---------- |
| 2000  | 256 251             |            | 5 760                  |            |
| 2001  | 262 087             | ▲ +2,28 %  | 5 872                  | ▲ +1,94 %  |
| 2002  | 264 382             | ▲ +0,88 %  | 5 521                  | ▼ −5,98 %  |
| 2003  | 254 564             | ▼ −3,71 %  | 5 568                  | ▲ +0,85 %  |
| 2004  | 228 101             | ▼ −10,4 %  | 4 510                  | ▼ −19 %    |
| 2005  | 246 687             | ▲ +8,15 %  | 4 374                  | ▼ −3,02 %  |
| 2006  | 270 891             | ▲ +9,81 %  | 5 162                  | ▲ +18,02 % |
| 2007  | 273 573             | ▲ +0,99 %  | 5 052                  | ▼ −2,13 %  |
| 2008  | 275 859             | ▲ +0,84 %  | 4 908                  | ▼ −2,85 %  |
| 2009  | 286 273             | ▲ +3,78 %  | 4 836                  | ▼ −1,47 %  |
| 2010  | 273 832             | ▼ −4,35 %  | 4 808                  | ▼ −0,58 %  |
| 2011  | 294 451             | ▲ +7,53 %  | 4 919                  | ▲ +2,31 %  |
| 2012  | 312 623             | ▲ +6,17 %  | 5 118                  | ▲ +4,05 %  |
| 2013  | 302 672             | ▼ −3,18 %  | 5 026                  | ▼ −1,8 %   |
| 2014  | 326 490             | ▲ +7,87 %  | 5 263                  | ▲ +4,72 %  |
| 2015  | 317 173             | ▼ −2,85 %  | 5 120                  | ▼ −2,72 %  |
| 2016  | 321 509             | ▲ +1,37 %  | 4 973                  | ▼ −2,87 %  |
| 2017  | 325 466             | ▲ +1,23 %  | 4 994                  | ▲ +0,42 %  |
| 2018  | 335 289             | ▲ +3,02 %  | 5 423                  | ▲ +8,59 %  |
| 2019  | 336 514             | ▲ +0,37 %  | 5 048                  | ▼ −6,91 %  |
| 2020  | 185 300             | ▼ −44,94 % | 3 620                  | ▼ −28,29 % |
| 2021  | 297 930             | ▲ +60,78 % | 5 159                  | ▲ +42,51 % |
| 2022  | 346 496             | ▲ +16,3 %  | 5 160                  | ▲ +0,02 %  |
| 2023  | 362 541             | ▲ +4,63 %  | 4 900                  | ▼ −5,04 %  |
| 2024  | 400 220             | ▲ +10,39 % | 5 788                  | ▲ +18,12 % |